# Clunhac
Clunhac (en francès Clugnat) és una localitat i comuna de França, a la regió de la Nova Aquitània, departament de la Cruesa. La seva població al cens de 1999 era de 687 habitants. Està integrada a la Communauté de communes de la Petite Cruesa.

## Demografia
| 1968 | 1975 | 1982 | 1990 | 1999 |
| ---- | ---- | ---- | ---- | ---- |
| 916  | 836  | 809  | 752  | 687  |

## Administració
| Període   | Identitat      | Partit |
| --------- | -------------- | ------ |
| 1995-2001 | Michel Boissit | PCF    |
| 2001-     | Guy Tallot     |        |